# Styringomyia tenuisterna
Styringomyia tenuisterna is een tweevleugelige uit de familie steltmuggen (Limoniidae). De soort komt voor in het Afrotropisch gebied.